# Nederlands landskampioenschap voetbal 1913/1914
Dvacátý šestý ročník Nederlands landskampioenschap voetbal (česky: Nizozemské fotbalové mistrovství) se účastnilo 24 klubů, které byly rozděleny do tří skupin (Východní, jižní a západní).
Vítězové skupin odehrály zápasy v jedné skupině každý s každým. Titul získal podesáté v klubové historii Haagsche VV.